# Cheilosoria patula
Cheilosoria patula là một loài dương xỉ trong họ Pteridaceae. Loài này được Baker P.S. Wang mô tả khoa học đầu tiên năm 2001.